# 信太正三
信太 正三（しだ しょうぞう、1914年3月3日 - 1972年5月15日）は、日本の比較哲学者。

## 生涯
秋田県出身。旧姓・木村。京都帝国大学哲学科卒。文部省図書局勤務。戦後、横浜専門学校教授、校名変更で神奈川大学教授、1970年東洋大学教授に転じたがほどなく死去。
ヘーゲル、ニーチェ、禅などを研究、翻訳した。彼の著書『永遠回帰と遊戯の哲学　ニーチェにおける無限革命の理論』は神奈川大学の人文学研究所の伝統的研究テーマ無限革命論として神奈川大学にモニュメント「メビウス”永遠”」が立つ。

## 著書
- 『ニイチェ研究 実存と革命』創文社 1956
- 『倫理学講義』理想社 1959
- 『宗教的危機と実存』理想社 1963
- 『ニーチェ』牧書店(世界思想家全書)　1964
- 『思索と信仰』理想社(人生論ブックス) 1966
- 『西洋哲学思想史』理想社 1967
- 『私の戦争体験史』理想社 1968
- 『永遠回帰と遊戯の哲学 ニーチェにおける無限革命の論理』勁草書房(哲学思想叢書)　1969
- 『禅と実存哲学 比較思想的論攷』以文社 1971
- 『伝統と変革』 創文社(神奈川叢書)　1961。山本新と共編

### 翻訳
- ヘーゲル『キリスト教の精神とその運命』創元社(哲学叢書)　1950
- ガブリエル・マルセル『人間 それ自らに背くもの』小島威彦共訳 創文社 1958
- アルフレート・ウェーバー『文化社会学』山本新・草薙正夫共訳 創文社 1958
- 『悦ばしき知識 ニーチェ全集　第8巻』理想社 1962／「全集8」ちくま学芸文庫 1993
- ワルター・ニック『ドストエフスキー 宗教的思想家』工藤喜作共訳 理想社(実存主義叢書)　1964
- カール・ヤスパース『哲学 第2 実存開明』草薙正夫共訳 創文社 1964
- カール・レーヴィット『世界史と救済史 歴史哲学の神学的前提』長井和雄・山本新共訳 創文社(神奈川叢書)　1964
- 『善悪の彼岸・道徳の系譜 ニーチェ全集 第10巻』理想社 1967／「全集11」ちくま学芸文庫 1993
- ベルナルト・ヴィルムス『革命と拒絶』理想社(叢書現代を考える) 1971
- 『現存と不滅 マルセル著作集 2』春秋社 1971

## 参考
- 日本人名大辞典
- 故信太正三教授略歴,著書・訳書「白山哲学」1973-7